# St. Joe Motor Car Company
St. Joe Motor Car Company war ein US-amerikanischer Hersteller von Automobilen.

## Unternehmensgeschichte
Das Unternehmen wurde im Frühjahr 1908 als Nachfolgegesellschaft der Shoemaker Automobile Company gegründet. Der Sitz war in Elkhart in Indiana. Harry C. Shoemaker war daran beteiligt. Im gleichen Jahr begann die Produktion von Automobilen. Der Markenname lautete St. Joe. Noch 1908 endete die Produktion.
Geschäftsleute aus Hutchinson übernahmen das Unternehmen und gründeten in Hutchinson die Sellers Motor Car Company als Nachfolgegesellschaft.

## Fahrzeuge
Die Fahrzeuge hatten wie die Modelle von Shoemaker Vierzylindermotoren.